# بردة سور (أرومية)
بردة سور هي قرية في مقاطعة أرومية، إيران. عدد سكان هذه القرية هو 207 في سنة 2006.